# Cyclatemnus berlandi
Cyclatemnus berlandi är en spindeldjursart som beskrevs av Max Vachon 1938. Cyclatemnus berlandi ingår i släktet Cyclatemnus och familjen Atemnidae. Inga underarter finns listade i Catalogue of Life.